# コリン・ファース
コリン・アンドリュー・ファース（Colin Andrew Firth, CBE, 1960年9月10日 - ）は、イギリスの俳優。

## 来歴

### 生い立ち
ハンプシャー州グレイショット出身。父のデイヴィッド・ノーマン・ルイス・ファースは歴史学の教授、母のシャーリー・ジーン（旧姓）は宗教学の講師。妹のケイト、弟のジョナサンも俳優。祖父母はインドで宣教師をしていた。生後数週間でナイジェリアに移り、4歳の時にイギリスに帰国。

### キャリア
ドラマセンター・ロンドン（現、ロンドン芸術大学のセントラル・セント・マーチンズ）で演技を学び、舞台版『アナザー・カントリー』に出演。それが縁で映画版にも出演することになった。
1995年にBBCで放映されたジェーン・オースティン原作の『高慢と偏見』のダーシー役でスターの座を確たる物にする。ヘレン・フィールディングはこのドラマのファンで、コリン・ファース扮するダーシー氏を元に『ブリジット・ジョーンズの日記』のマーク・ダーシーのキャラクターを作り上げたという。ファースは映画化された『ブリジット・ジョーンズの日記』シリーズ3作にも出演し、マーク・ダーシー役を演じている。
2009年公開のトム・フォード映画初監督作品『シングルマン』でヴェネツィア国際映画祭 男優賞を受賞し、第82回アカデミー賞主演男優賞にもノミネートされた。

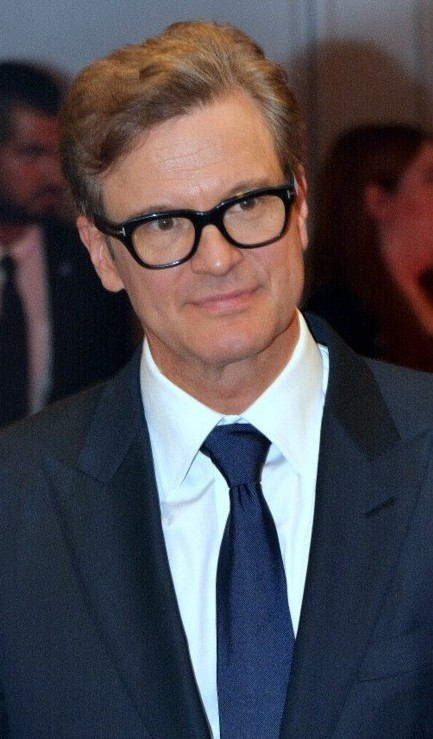
2016年

2010年には『英国王のスピーチ』でイギリス王ジョージ6世を演じ、第68回ゴールデングローブ賞主演男優賞（ドラマ部門）を受賞した。また、2年連続で英国アカデミー賞主演男優賞も受賞し、更にアカデミー主演男優賞も受賞した。
2015年にはマシュー・ヴォーン監督の映画『キングスマン』でタロン・エガートンらと共演。映画は全米でヒットを記録してシリーズ化された。

### 私生活

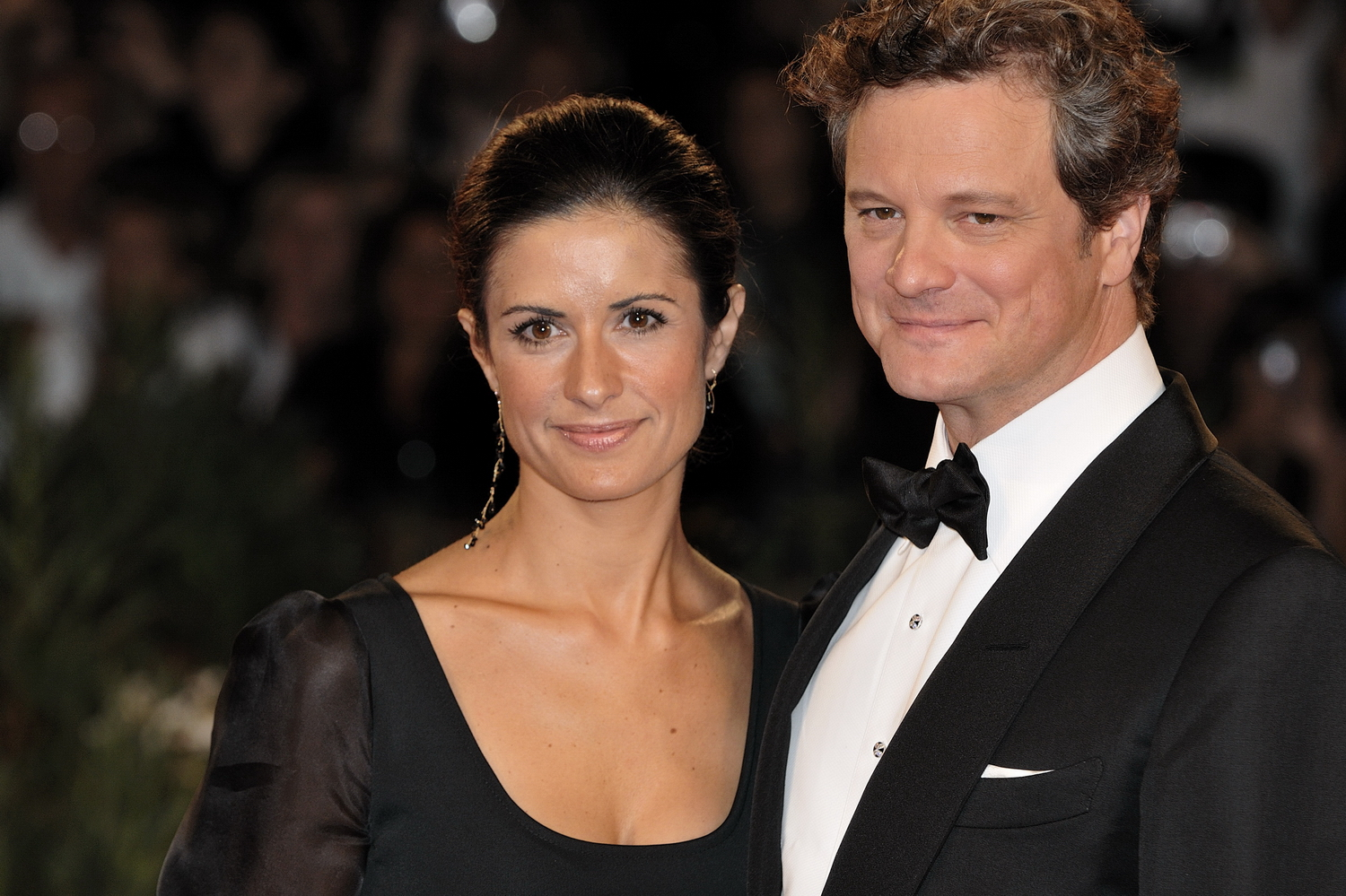
2009年、配偶者のリヴィア・ジュージョリと

1995年、アメリカ人女優のメグ・ティリーとの間に一男をもうけているが結婚はしなかった。1997年にイタリア人の映画プロデューサーであるリヴィア・ジュージョリ (Livia Giuggioli) と結婚し、ルカ（2001年生）・マテオ（2003年生）の二人の息子を得ている。2015年から2016年にかけて夫妻は一時的に別居していたが、この時期に妻リヴィアはイタリア人ジャーナリストと交際しており、2018年にはこのジャーナリストにストーキングされたとして訴訟を起こした。2017年にはイタリアのパスポート・市民権を取得して二重国籍となったほか、妻リヴィアの側も英国籍取得手続き中であることを明かした。2019年12月13日には夫妻の離婚が発表された。
2011年、大英帝国勲章を授与された。

## 出演作品

### 映画
| 年   | 題名 | 役名                                                  | 備考 | 吹き替え             |
| ---- | --- | ----------------------------------------------------- | --- | -------------------- |
| 1984 | アナザー・カントリー Another Country                                                                                           | トミー・ジャッド                                      | | なし                 |
| 1984 | 椿姫 Camille | アルマン・デュヴァル                                  | テレビ映画 | なし                 |
| 1985 | ときめきアムステルダム Dutch Girls                                                                                             | ニール                                                | テレビ映画 | なし                 |
| 1987 | ひと月の夏 A Month in the Country                                                                                              | トム                                                  | | なし                 |
| 1987 | 秘密の花園 The Secret Garden                                                                                                   | コリン                                                | テレビ映画 | なし                 |
| 1989 | アパートメント・ゼロ Apartment Zero                                                                                            | エイドリアン                                          | | なし                 |
| 1989 | 恋の掟 Valmont | ヴァルモン                                            | 別題『コリン・ファースの恋の掟』                                                                               | なし                 |
| 1995 | サークル・オブ・フレンズ Circle of Friends                                                                                     | サイモン・ウエストワード                              | | なし                 |
| 1996 | イングリッシュ・ペイシェント The English Patient                                                                               | ジェフリー・クリフトン                                | 大塚芳忠（ソフト版） 檜山修之（Netflix版）                                                                     |                      |
| 1997 | シークレット/嵐の夜に A Thousand Acres                                                                                         | ジェス・クラーク                                      | |                      |
| 1997 | ぼくのプレミアライフ Fever Pitch                                                                                               | ポール                                                | 日本劇場未公開                                                                                                 |                      |
| 1998 | 恋におちたシェイクスピア Shakespeare in Love                                                                                   | ウェセックス卿                                        | | 大塚芳忠             |
| 2001 | ブリジット・ジョーンズの日記 Bridget Jones's Diary                                                                             | マーク・ダーシー                                      | 井上倫宏 |                      |
| 2001 | 謀議 Conspirasy | ヴィルヘルム・シュトゥッカート                        | テレビ映画 | 佐藤祐四             |
| 2002 | アーネスト式プロポーズ The Importance of Being Earnest                                                                         | ジャック                                              | 日本劇場未公開                                                                                                 | 平田広明             |
| 2003 | スプリング・ガーデンの恋人 Hope Springs                                                                                        | コリン・ウェア                                        | 日本劇場未公開                                                                                                 | 森田順平             |
| 2003 | 真珠の耳飾りの少女 Girl with a Pearl Earring                                                                                   | ヨハネス・フェルメール                                | | 伊藤栄次             |
| 2003 | ラブ・アクチュアリー Love Actually                                                                                             | ジェイミー                                            | 中田和宏 |                      |
| 2003 | ロイヤル・セブンティーン What a Girl Wants                                                                                     | ヘンリー・ダッシュウッド                              | 山野井仁 |                      |
| 2004 | トラウマ Trauma | ベン                                                  | 日本劇場未公開                                                                                                 | 不明                 |
| 2004 | ブリジット・ジョーンズの日記 きれそうなわたしの12か月 Bridget Jones: The Edge of Reason                                        | マーク・ダーシー                                      | | 木下浩之             |
| 2005 | ナニー・マクフィーの魔法のステッキ Nanny Mcphee                                                                                | セドリック・ブラウン                                  | 江原正士（劇場公開版） 木下浩之（ソフト版）                                                                    |                      |
| 2005 | 秘密のかけら Where the Truth Lies                                                                                              | ヴィンス・コリンズ                                    | なし |                      |
| 2007 | The Last Legion | Aurelius Antonius                                     | 日本未公開 | N/A                  |
| 2007 | And When Did You Last See Your Father?                                                                                         | ブレイク・モリソン                                    | 日本未公開 | N/A                  |
| 2007 | いとしい人 Then She Found Me                                                                                                   | フランク・ハート                                      | | （吹き替え版なし）   |
| 2007 | 聖トリニアンズ女学院 史上最強!?不良女子校生の華麗なる強奪作戦 St Trinian's                                                     | ジェフリー・スウェイツ                                | 日本劇場未公開                                                                                                 | （吹き替え版なし）   |
| 2008 | New York 結婚狂騒曲 The Accidental Husband                                                                                     | リチャード・ブラックストン                            | | （吹き替え版なし）   |
| 2008 | マンマ・ミーア! Mamma Mia! | ハリー                                                | 木下浩之 |                      |
| 2008 | Easy Virtue | ジム・ウィテカー                                      | 日本未公開 | N/A                  |
| 2008 | Genova | ジョー                                                | 日本未公開 | N/A                  |
| 2009 | Disney's クリスマス・キャロル A Christmas Carol                                                                                | フレッド                                              | | 森川智之             |
| 2009 | ドリアン・グレイ Dorian Gray                                                                                                   | ヘンリー・ウォットン卿                                | 日本劇場未公開                                                                                                 | なし                 |
| 2009 | シングルマン A Single Man | ジョージ・ファルコナー                                | 英国アカデミー賞 主演男優賞受賞 ヴェネツィア国際映画祭 男優賞受賞                                              | 内田直哉             |
| 2009 | 聖トリニアンズ女学院2 不良女子校生たちの最悪ミッション!パイレーツの秘宝をねらえ!! St Trinian's 2: The Legend of Fritton's Gold | ジェフリー・スウェイツ                                | 日本劇場未公開                                                                                                 | （吹き替え版なし）   |
| 2010 | 英国王のスピーチ The King's Speech                                                                                             | イギリス王ジョージ6世                                 | 第68回ゴールデングローブ賞主演男優賞（ドラマ部門）受賞 英国アカデミー賞主演男優賞受賞 アカデミー主演男優賞受賞 | 堀内賢雄             |
| 2010 | ストレンジャー Main Street | ガス・リロイ                                          | 日本劇場未公開                                                                                                 | （吹き替え版なし）   |
| 2011 | 裏切りのサーカス Tinker Tailor Soldier Spy                                                                                     | ビル・ヘイドン                                        | | 森田順平             |
| 2012 | モネ・ゲーム Gambit | ハリー・ディーン                                      | | 森田順平             |
| 2013 | アイ・アム・ニューマン 新しい人生の見つけ方 Arthur Newman                                                                      | アーサー・ニューマン / ウォレス・エイブリー           | （吹き替え版なし）                                                                                             |                      |
| 2014 | レイルウェイ 運命の旅路 The Railway Man                                                                                        | エリック・ローマクス                                  | （吹き替え版なし）                                                                                             |                      |
| 2014 | デビルズ・ノット Devil's Knot                                                                                                  | ロン・ラックス                                        | 森田順平 |                      |
| 2014 | マジック・イン・ムーンライト Magic in the Moonlight                                                                            | スタンリー・クロフォード                              | 森田順平 |                      |
| 2014 | リピーテッド Before I Go to Sleep                                                                                              | ベン・ルーカス                                        | 堀内賢雄 |                      |
| 2014 | キングスマン Kingsman: The Secret Service                                                                                      | ハリー・ハート                                        | 森田順平 |                      |
| 2015 | アイ・イン・ザ・スカイ 世界一安全な戦場 Eye in the Sky                                                                         | N/A                                                   | 製作 | N/A                  |
| 2016 | ベストセラー 編集者パーキンズに捧ぐ Genius                                                                                     | マックスウェル・パーキンズ                            | [ 14 ] | （吹き替え版なし）   |
| 2016 | ラビング 愛という名前のふたり Loving                                                                                           | N/A                                                   | 製作 | N/A                  |
| 2016 | ブリジット・ジョーンズの日記 ダメな私の最後のモテ期 Bridget Jones's Baby                                                       | マーク・ダーシー                                      | | 井上倫宏             |
| 2017 | Red Nose Day Actually | ジェイミー                                            | テレビ映画 | N/A                  |
| 2017 | キングスマン:ゴールデン・サークル Kingsman: The Golden Circle                                                                  | ハリー・ハート                                        | | 森田順平             |
| 2017 | 喜望峰の風に乗せて The Mercy                                                                                                   | ドナルド・クローハースト                              | （吹き替え版なし）                                                                                             |                      |
| 2018 | さすらいの人 オスカー・ワイルド The Happy Prince                                                                               | レジー・ターナー                                      | （吹き替え版なし）                                                                                             |                      |
| 2018 | マンマ・ミーア! ヒア・ウィー・ゴー Mamma Mia! Here We Go Again                                                                 | ハリー                                                | 木下浩之 |                      |
| 2018 | 潜水艦クルスクの生存者たち Kursk                                                                                               | デイヴィッド・ラッセル                                | 森田順平 |                      |
| 2018 | メリー・ポピンズ リターンズ Mary Poppins Returns                                                                               | ウィリアム・“ウェザーオール”・ウィルキンズ / オオカミ | 森田順平 | 声の出演（オオカミ） |
| 2019 | グリード ファストファッション帝国の真実 Greed                                                                                  | 本人役                                                | | （吹き替え版なし）   |
| 2019 | 1917 命をかけた伝令 1917 | エリンモア将軍                                        | 森田順平 |                      |
| 2020 | シークレット・ガーデン The Secret Garden                                                                                       | アーチボルド・クレイヴン卿                            | なし |                      |
| 2020 | スーパーノヴァ Supernova | サム                                                  | 井上和彦 |                      |
| 2021 | 帰らない日曜日 Mothering Sunday                                                                                                | ゴッドフリー・ニヴン                                  | （吹き替え版なし）                                                                                             |                      |
| 2022 | オペレーション・ミンスミート -ナチを欺いた死体- Operation Mincemeat                                                            | ユエン・モンタギュー                                  | 森田順平 |                      |
| 2022 | エンパイア・オブ・ライト Empire of Light                                                                                       | エリス                                                | （吹き替え版なし）                                                                                             |                      |
| 2023 | ライ・レーン Rye Lane | Burrito Maker                                         | （吹き替え版なし）                                                                                             | カメオ出演           |
| 2023 | バービー Barbie | ミスター・ダーシー                                    | アーカイブ映像                                                                                                 | 不明                 |
| 2025 | ブリジット・ジョーンズの日記 サイテー最高な私の今 Bridget Jones: Mad About the Boy                                             | マーク・ダーシー                                      | |                      |
| 2026 | The Dish |                                                       | プリプロダクション                                                                                             |                      |

### テレビ
| 年   | 題名                                                           | 役名                   | 備考                   | 吹き替え |
| ---- | -------------------------------------------------------------- | ---------------------- | ---------------------- | -------- |
| 1986 | Lost Empires                                                   | Richard Herncastle     | ミニシリーズ           | N/A      |
| 1995 | 高慢と偏見 Pride and Prejudice                                 | ミスター・ダーシー     | ミニシリーズ           | 小山力也 |
| 1997 | Nostromo                                                       | Charles Gould          | ミニシリーズ           | N/A      |
| 2022 | ザ・ステアケース -偽りだらけの真実- The Staircase              | マイケル・ピーターソン | ミニシリーズ           | 森田順平 |
| 2025 | ロッカビー:パンナム103便爆破事件 Lockerbie: A Search for Truth | ジム・スワイア         | ミニシリーズ           | 森田順平 |
| TBA  | Young Sherlock Holmes                                          | Sir Bucephalus Hodge   | Amazonオリジナルドラマ | TBA      |

### 舞台
| 年   | 題名                                 | 役名                |
| ---- | ------------------------------------ | ------------------- |
| 1983 | アナザー・カントリー Another Country | ガイ・ベネット      |
| 1984 | The Doctor's Dilemma                 | ルイ・デュベダ      |
| 1985 | The Lonely Road                      | フェリックス        |
| 1987 | Desire Under the Elms                | エベン              |
| 1991 | The Caretaker                        |                     |
| 1993 | Chatsky                              | チャットスカイ      |
| 1999 | Three Days of Rain                   | ウォーカー / ネッド |

## 日本語吹き替え
『裏切りのサーカス』以降、森田順平が専属（フィックス）として大半の作品で担当している。なお、初担当は同作以前の『スプリング・ガーデンの恋人』であった。
このほか、木下浩之や井上倫宏、大塚芳忠、堀内賢雄なども複数回、声を当てている。